# Dolphin and Union Strait
Dolphin and Union Strait är ett sund mellan Victoriaön och Kanadas fastland. Sundet förbinder Amundsen Gulf i nordväst med Coronation Gulf i sydöst. Det ligger i territorierna Nunavut och Northwest Territories i norra delen av landet. Sundet namngavs av John Richardson efter två båtar Dolphin och Union som användes under John Franklins andra arktiska expedition 1825–1827.